# Herniaria litardierei
Herniaria litardierei är en nejlikväxtart som först beskrevs av Jacques Gamisans, och fick sitt nu gällande namn av Werner Rodolfo Greuter och Burdet. Herniaria litardierei ingår i släktet knytlingar, och familjen nejlikväxter. Inga underarter finns listade i Catalogue of Life.